# Schloss Haddenhausen

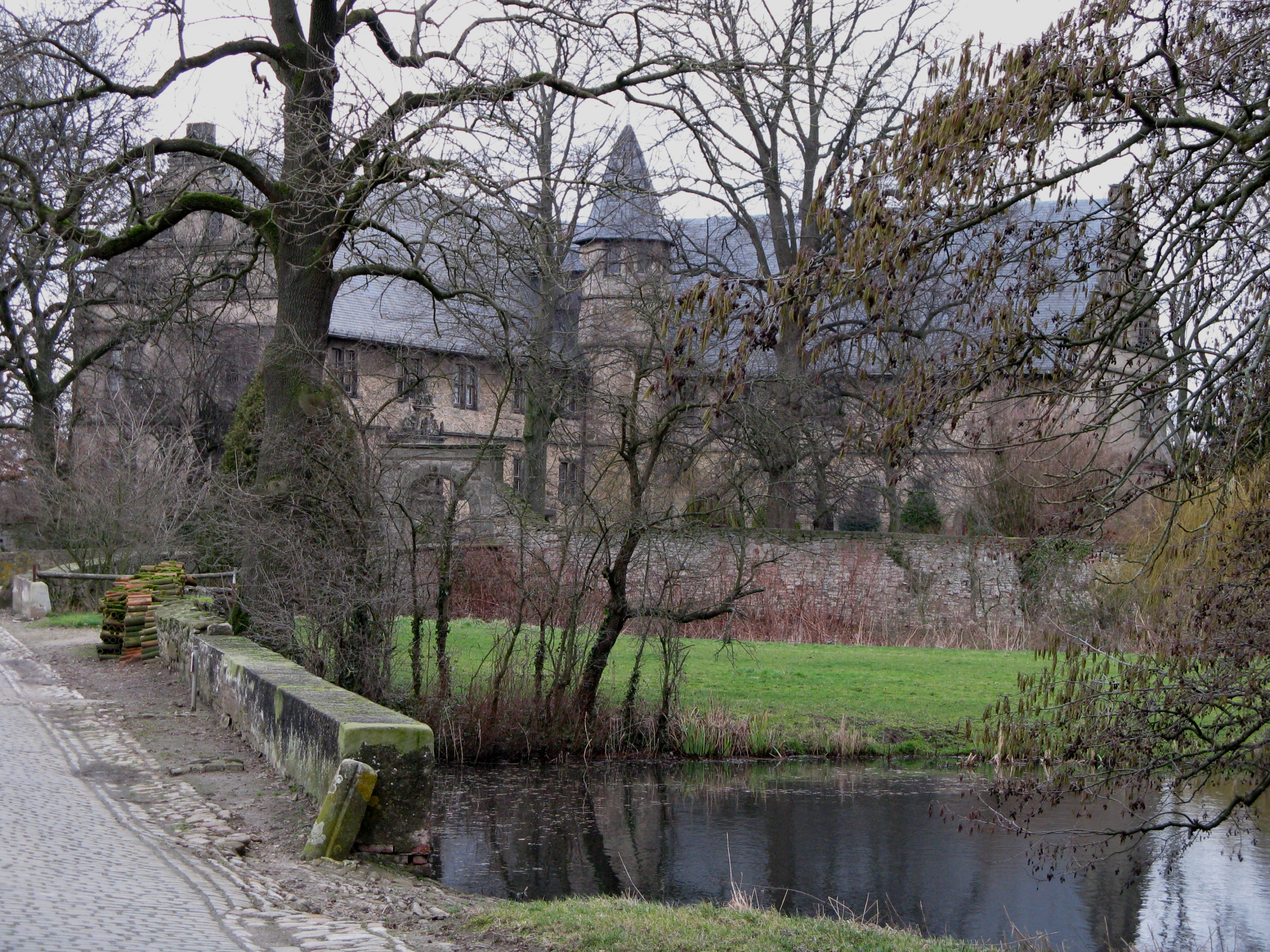
Schloss Haddenhausen

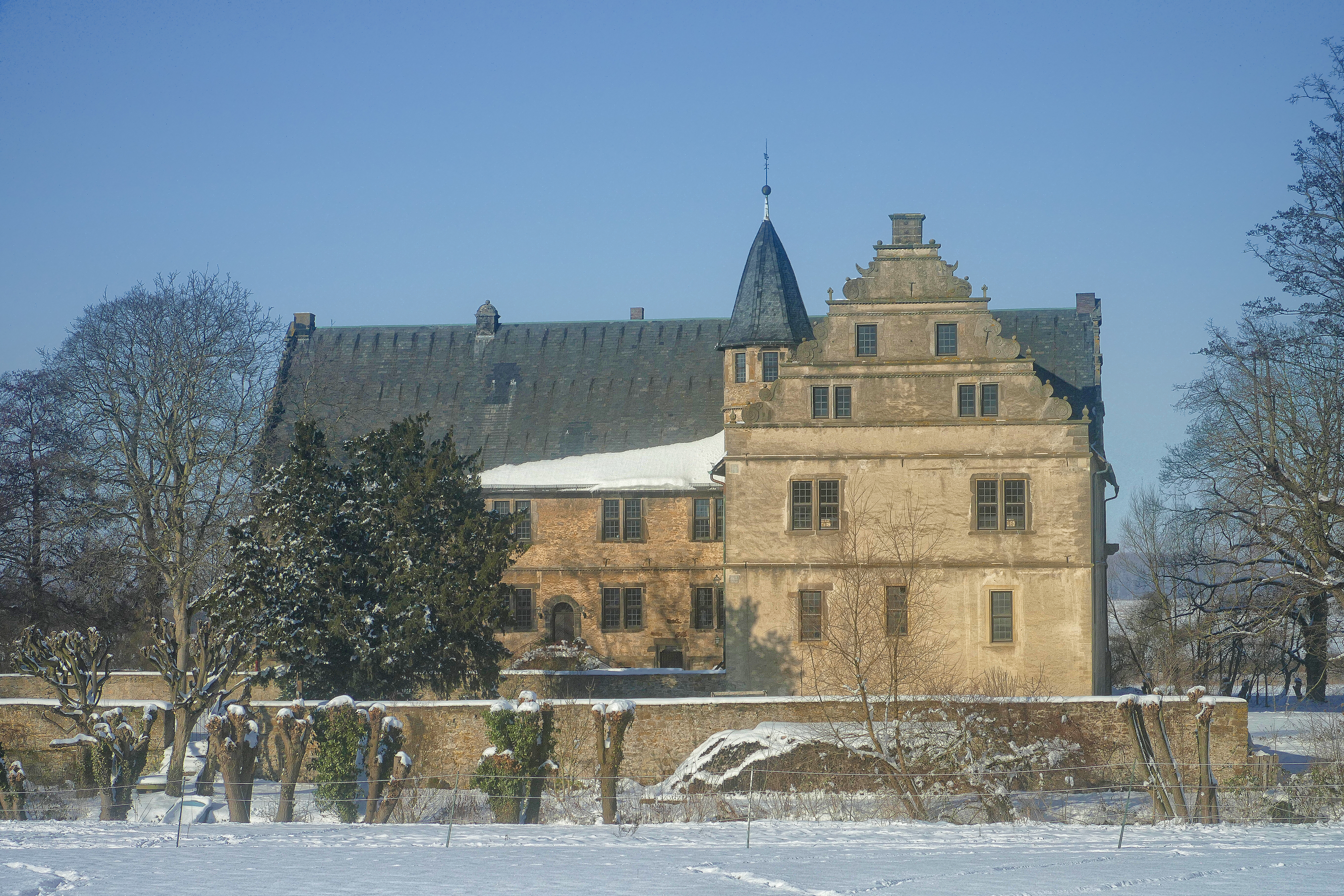

Das Schloss Haddenhausen ist ein im 17. Jahrhundert errichtetes Schloss im Stil der Weserrenaissance im Stadtteil Haddenhausen der ostwestfälischen Stadt Minden im Kreis Minden-Lübbecke. Es liegt im Nordwesten des alten Dorfkerns und ist unter der Nr. 249 in der Denkmalliste der Stadt Minden eingetragen.

## Geschichte

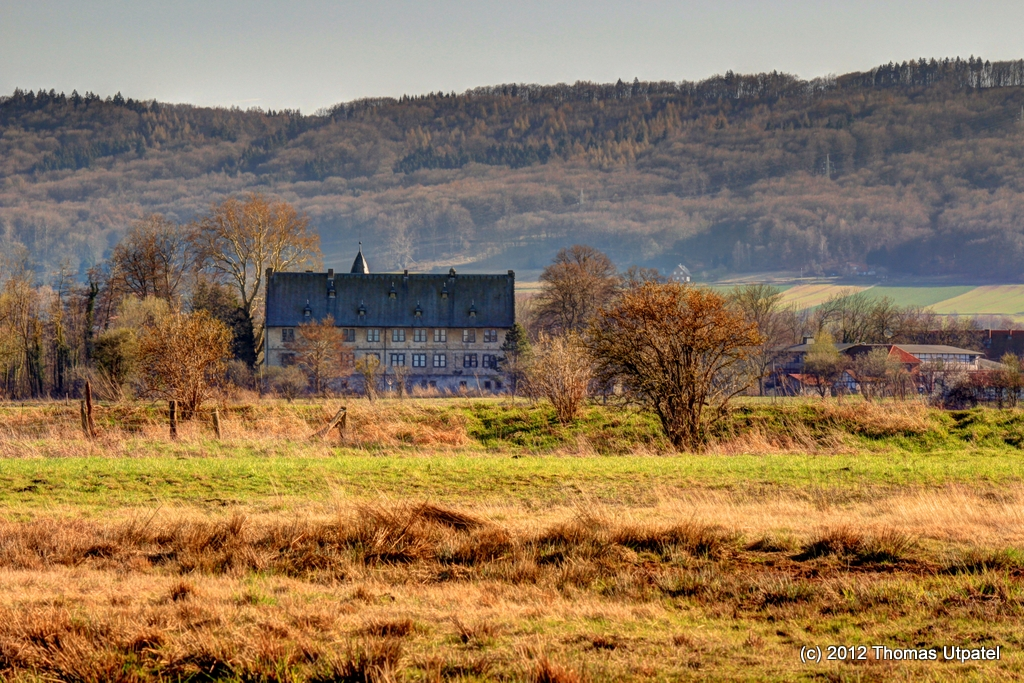
Schloss Haddenhausen

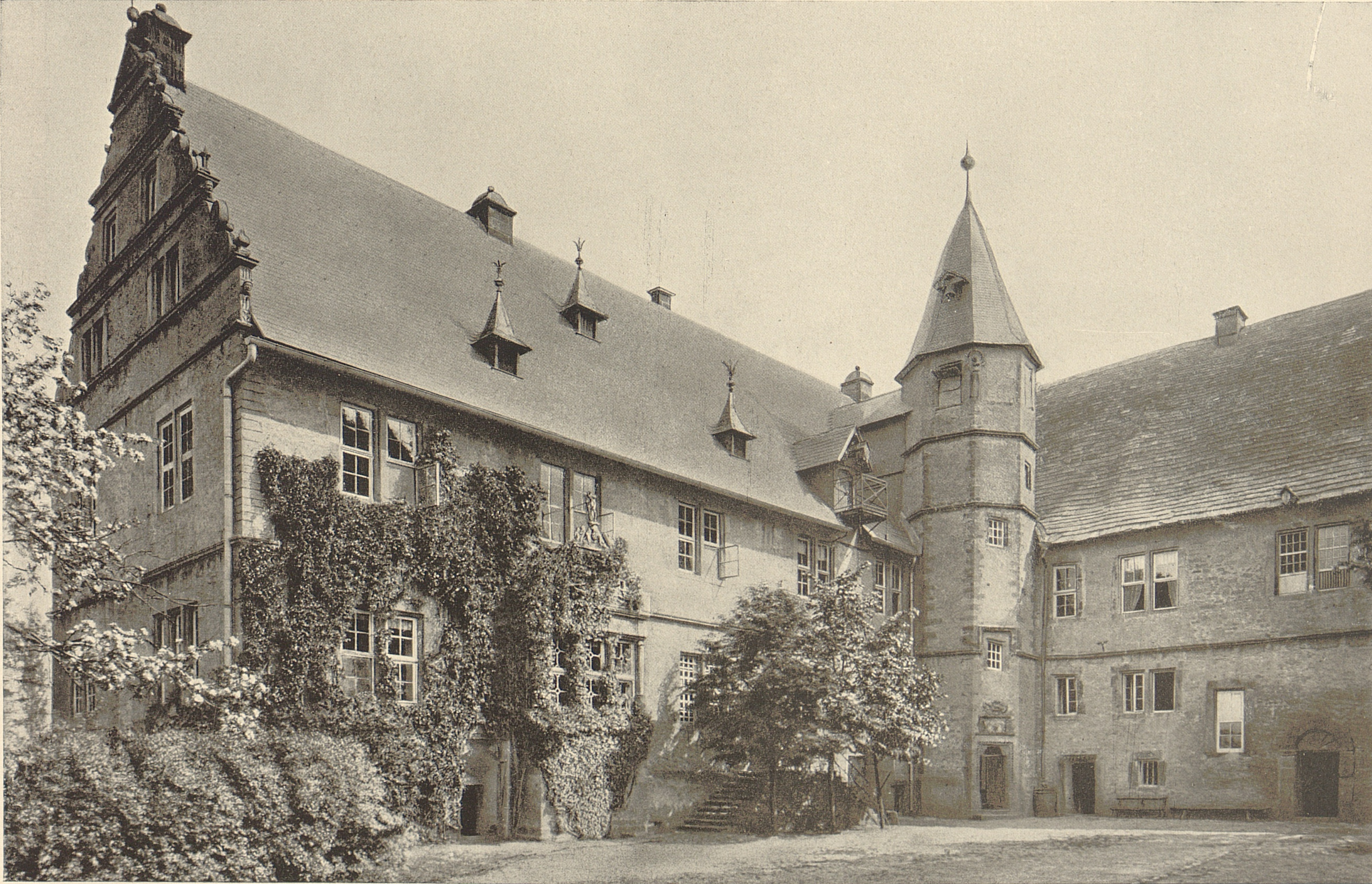
Innenhof (1895)

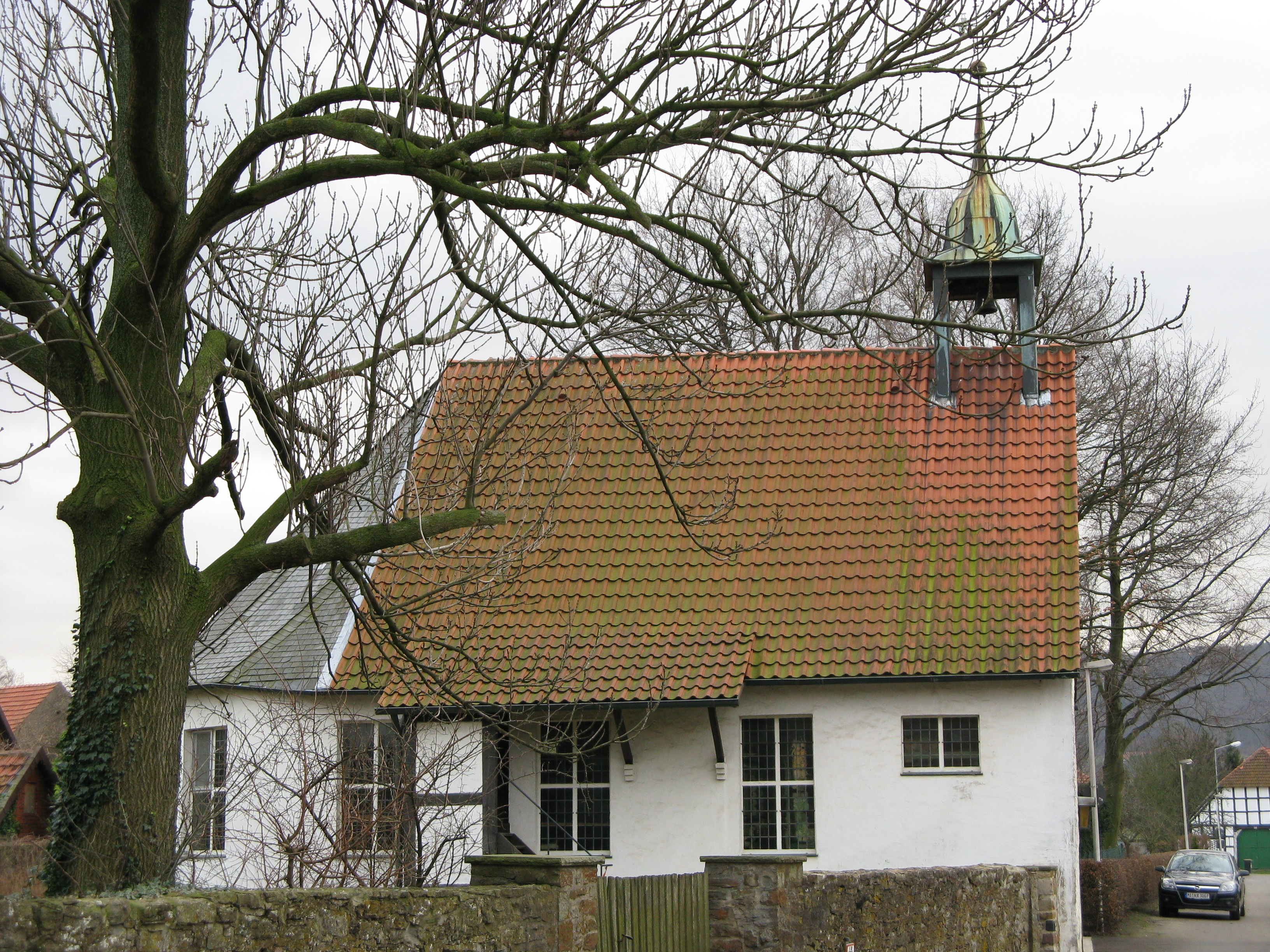
Kapelle

1254 erwarb der Bischof von Minden den Ort. 1385 belehnte Bischof Gerhard III. von Hoya den Burgmann auf Burg Vlotho, Ludolf von Mönnichhausen, mit zwei Hufen zu Haddenhausen sowie einer Anzahl von Meierhöfen in umliegenden Orten, die dann im 15. Jahrhundert zu einem Herrensitz umgestaltet wurden. Um 1460 wurde das Gut in einer Fehde zwischen den Bischöfen von Minden und Osnabrück zerstört. 
Als die Reformation in Minden eingeführt wurde, wurde Johann von Münchhausen (* ca. 1466; † 1551) zum Verfechter des Katholizismus und zettelte bewaffnete Konflikte mit der Stadt Minden an, die 1530 mit seiner Niederlage und der Zerstörung der Anlage endeten. Dazu hatte auch seine Verwicklung in eine Fehde der Familien von Rottorp und von Rommel um die Burg Rahden beigetragen. Seine Söhne wanderten deshalb vorübergehend nach Kurland aus: Johann von Münchhausen war zunächst Domherr in Bremen, ab 1540 Bischof im Bistum Kurland und im  Bistum Ösel-Wiek, sein Bruder Christoph von Münchhausen, der das Gut Haddenhausen übernommen hatte, ging als Stiftsvogt mit nach Kurland und war von 1558 bis 1560 kurzzeitig Statthalter von Estland, bevor er nach Haddenhausen zurückkehrte. 
Nach einigen innerfamiliären Besitzwechseln sowie schließlich einer Zerrüttung der Vermögensverhältnisse des letzten Besitzers Kurt (* 1560; † 1604), verkaufte dessen Bruder Hilmar d. J. von Münchhausen das Gut als Vormund für seine Neffen 1610 an seinen Schwiegersohn Johann von dem Bussche-Lohe. Die Eheleute Johann von dem Bussche und Hedwig, geb. von Münchhausen, ließen zwischen 1613 und 1616 das heutige Schloss im Stil der Weserrenaissance errichten. Baumeister war Eberhard Wilkening, der auch das Rattenfängerhaus in Hameln schuf. Es handelt sich um eine zweiflügelige Schlossanlage mit einem Erker, einem Treppenturm und vielen Ornamenten. Südlich des Schlosses liegen Wirtschaftsgebäude sowie die Kapelle aus dem frühen 17. Jahrhundert. 
Gut und Schloss befanden sich von 1726 bis 2016 im Eigentum des von dem Bussche-Hünnefeld’schen Stammlegats und wurden somit über fast 300 Jahre durch das Legat verwaltet. Das Stammlegat, einer Familienstiftung ähnlich, wurde 1690 durch den Landrat Christoph von dem Bussche-Hünnefeld gegründet und wird seit Gründung von gewählten Familienangehörigen aus den Sippen v.d.Bussche-Hünnefeld, v.d.Bussche-Streithorst, v.d.Bussche-Haddenhausen vertreten. 2016 wurden Gut und Schloss durch Boris Freiherr von dem Bussche-Haddenhausen aus Hitzacker übernommen und fortgeführt. Es wurden seitdem aufwändige Sanierungsmaßnahmen umgesetzt, um die Anlage als Renaissancebau zu erhalten.
Das landwirtschaftliche Gut wird vom Eigentümer privat genutzt. Schloss und Schlossgarten werden Besuchern an Tagen des offenen Denkmals oder anlässlich von Konzerten partiell zugänglich gemacht.